# Schizophyceae
Schizophyceae é o nome botânico de uma classe, segundo o sistema de classificação de Wettstein.
Esta classe estava incluido no filo Schizophyta.